# Jan Willem Jacobus de Vos van Steenwijk (1827-1897)
Jan Willem Jacobus baron de Vos van Steenwijk (De Wijk, 2 maart 1827 – 's-Gravenhage, 10 oktober 1897) was een Nederlands politicus.

## Leven en werk
De Vos van Steenwijk, lid van de adellijke familie De Vos van Steenwijk, was een zoon van Jan Arend Godert de Vos van Steenwijk en Hermanna Elisabeth Backer. Hij studeerde rechten aan de universiteit van Groningen, waar hij in 1849 promoveerde.
Daarna werd hij advocaat te Meppel. In 1850 werd hij benoemd tot burgemeester van Nijeveen, een functie die hij vervulde tot 1854. Hij was vervolgens substituut-officier van justitie (1854-1862) en rechter in de rechtbank Zwolle (1862-1877). Daarna vestigde hij zich als herenboer.
In 1877 stelde hij zich kandidaat voor het lidmaatschap van de Tweede Kamer in het kiesdistrict Assen. Hij werd echter na een herstemming verslagen. In 1878 stelde hij zich wederom kandidaat, nu in het kiesdistrict Winschoten, dat hij tot 1888 vertegenwoordigde. In de Tweede Kamer was hij woordvoerder op diverse beleidsgebieden en behartiger van de belangen van de Groningse landbouw. Hij was lid van de parlementaire enquêtecommissie naar de exploitatie van spoorwegen.
De Vos van Steenwijk is drie keer getrouwd geweest. In 1851 trouwde hij met Isabella Catharina Johanna van Eysinga (1828-1862). Het echtpaar had twee kinderen:
- Hermanna Elisabeth (1852-1920), getrouwd met Coenraad Willem Antonie van Haersolte van Haerst
- Cornelia Anna Agatha Albertine (1854-1940)

In 1865 trouwde hij met Anna Agatha Albertina van Eysinga (1824-1877), een zuster van zijn eerste vrouw. Het echtpaar had één kind:
- Clara Jacoba (1869-1960) (Zij was de grondlegger van de Freulepartij in Wommels.)

In 1879 trouwde hij met Mathilde Pauline Cornelia Adriana van Haersolte (1839-1928). Het echtpaar had één kind:
- Jan Willem Jacobus (1882-1970)

## Onderscheiding
- Ridder in de Orde van de Nederlandse Leeuw (8 maart 1888)

- Biografisch Portaal: 25911593
- Digitale Bibliotheek voor de Nederlandse Letteren: vos_112
- Parlement.com: vg09llc9hdu0